# Kurzschwanzspecht
Der Kurzschwanzspecht (Hemicircus concretus), auch gelegentlich als Java-Kurzschwanzspecht bezeichnet, ist eine Vogelart aus der Familie der Spechte (Picidae). Dieser sehr kleine Specht ist über große Teile Südostasiens verbreitet. Die Art kommt auch im tropischen Regenwald vor, bevorzugt aber offenere Habitate wie immergrüne Sekundärwälder, Waldsäume, Gärten sowie Plantagen und scheint eine besondere Vorliebe für Bambus zu haben. Die Nahrung wird vor allem an den Zweigen und Blättern der Baumkronen gesucht, aber auch an Stämmen und kronennahen toten Ästen. Zum Nahrungsspektrum liegen bisher kaum Angaben vor. Der Bestand ist offenbar rückläufig, der Kurzschwanzspecht wird von der IUCN aber noch als ungefährdet („least concern“) eingestuft.

## Beschreibung
Kurzschwanzspechte sind sehr kleine, rundliche Spechte mit dünnem Hals, großem Kopf mit ausgeprägter Haube und einem sehr kurzen, gerundeten und nur wenig steifen Schwanz, der zur Spitze nur leicht nach vorn gebogen ist. Der recht lange Schnabel ist gerade, meißelförmig zugespitzt und an der Basis recht breit. Die Körperlänge beträgt 13–14 cm, das Gewicht 27–32 g. Die Art ist damit kleiner als ein Kleinspecht, aber wesentlich schwerer. Sie zeigt hinsichtlich der Färbung einen deutlichen Geschlechtsdimorphismus. Weibchen haben außerdem einen kürzeren Schnabel als die Männchen.
Diese Spechte sind insgesamt recht kontrastreich schwärzlich, weißlich und grau gezeichnet.
Beim Männchen der Unterart Hemicircus c. sordidus ist der Bürzel weißlich und hat normalerweise durch die gattungstypische, klebrige, harzähnliche Substanz im Rückengefieder einen beigen Ton. Die übrige Oberseite des Rumpfes einschließlich der Oberflügeldecken ist dunkel braunschwarz oder schwarz mit breiten weißen oder beigeweißen Federsäumen und -spitzen. Die Oberschwanzdecken sind schwarz und haben weiße Spitzen. Die Schirmfedern sind ebenfalls schwarz mit hellbeigen Säumen oder Spitzen oder insgesamt blassbeige mit großen herzförmigen, schwarzen Subterminalflecken. Die Schwingen sind schwarz; die Innenfahnen der Handschwingen sind beigeweiß gesäumt, die Armschwingen weisen einige weißlich beige Binden auf. Die Steuerfedern sind oberseits schwarz, gelegentlich zeigen vor allem die äußeren Steuerfedern helle Binden.
Die Unterseite des Rumpfes einschließlich Kehle ist einfarbig dunkelgrau, zum Bauch hin mit einem Oliv- oder Braunton. Flanken und Unterschwanzdecken sind schwarz und beigeweiß gebändert. Die Unterflügel sind schwärzlich, die Handschwingen zeigen einen beigen Fleck an den Basen. Die Unterflügeldecken sind beige oder schwarz-weiß gebändert. Die Schwanzunterseite ist wie die Oberseite schwarz.
Stirn, Oberkopf und vordere Haube sind rot, der Nacken ist weißlich. Der übrige Kopf und Hals sind wie die Rumpfunterseite dunkelgrau. Eine weißliche Linie verläuft vom hinteren Bartstreifareal an den Halsseiten nach unten. Der Schnabel ist grauschwarz, Beine und Zehen sind dunkelbraun. Die Iris ist rotbraun.
Bei Weibchen fehlen die roten Gefiederpartien am Kopf, diese Bereiche sind wie der übrige Kopf dunkelgrau.

## Lautäußerungen
Häufigste Rufe sind scharfe und hohe „chick“, „pit“ oder „tsip“-Laute sowie lang gezogene und mehr zweisilbige Rufe wie „piiiew“, „ki-uuu“ oder „ki-jauuh“, die bei Begegnungen von Artgenossen geäußert werden und auch mit dem Sträuben der Haube einhergehen. Weiterhin wird ein vibrierendes „chitterrr“ bei innerartlichen Auseinandersetzungen geäußert. Kurzschwanzspechte trommeln nur leise.

## Verbreitung und Lebensraum
Dieser Specht ist über große Teile Südostasiens verbreitet. Das Verbreitungsgebiet reicht in West-Ost-Richtung vom Nordwesten Sumatras bis in den Osten Borneos und in das westliche und zentrale Java, in Nord-Süd-Richtung vom Süden Myanmars und Thailands bis Java. Die Größe des Gesamtverbreitungsgebietes ist nicht genau bekannt.
Die Art kommt auch im tropischen Regenwald vor, bevorzugt aber offenere Habitate wie immergrüne Sekundärwälder, Waldsäume, Gärten sowie Plantagen und scheint eine besondere Vorliebe für Bambus zu haben. Das Vorkommen ist weitgehend auf die Niederungen beschränkt und die Tiere kommen auf dem südostasiatischen Festland bis in 900–1000 m, auf Borneo bis in 1500 m Höhe vor.

## Systematik
Es werden zwei gut differenzierte Unterarten anerkannt:
- Hemicircus concretus sordidus (Eyton, 1845); größter Teil des Verbreitungsgebietes.
- Hemicircus c. concretus (Temminck 1821); das Verbreitungsgebiet der Nominatform ist auf West- und Zentraljava beschränkt. Insgesamt etwas größer und dunkler als vorige Unterart, Nacken dunkler und hintere Rumpfunterseite dunkler schwarzgrau, beim Männchen ist die gesamte Haube rot.

## Lebensweise
Kurzschwanzspechte wurden in Trupps mit bis zu 10 Individuen und auch zusammen mit anderen Vogelarten beobachtet. Die Nahrung wird vor allem an den Zweigen und Blättern der Baumkronen gesucht, aber auch an Stämmen und kronennahen toten Ästen; nur gelegentlich wird die Art auch niedriger in Büschen beobachtet. Besonders gerne suchen Kurzschwanzspechte offenbar aus der übrigen Vegetation herausragende Einzelbäume auf, auch wenn diese isoliert in der offenen Landschaft stehen; dazu fliegen die Tiere auch weite Strecken. Nahrungsobjekte werden vor allem durch Ablesen, aber auch häufig durch Hacken erlangt, seltener wird Rinde abgeschlagen und in Hohlräumen gestochert. Kurzschwanzspechte bewegen sich dabei sehr schnell im dichten Kronendach zwischen Zweigen, Ästen und dichten Blattbüscheln. Sie hüpfen und biegen sich, spähen unter Blätter und hängen meisenähnlich in Rückenlage an Zweigen und Früchten. An Stämmen agiert die Art blitzschnell in alle Richtungen und kann sich mit dem Kopf voran auch fast senkrecht nach unten bewegen. Zum Nahrungsspektrum liegen bisher kaum Angaben vor, nachgewiesen ist unter anderem auch das Fressen von Früchten.
Die Brutzeit erstreckt sich in Malaysia anscheinend von April bis Juli, auf Java von Mai bis Juni. Offenbar werden die Bruthöhlen und zum Teil auch mehrere Schlafhöhlen nicht selten dicht benachbart angelegt, sie befinden sich in Höhen zwischen 9 und 30 m. Weitere Angaben zur Brutbiologie liegen bisher nicht vor.

## Bestand und Gefährdung
Angaben zur Bestandsgröße gibt es nicht, die Art gilt in ihrem großen Verbreitungsgebiet jedoch nirgendwo als häufig. Der Bestand ist offenbar rückläufig, der Kurzschwanzspecht wird von der IUCN aber noch als ungefährdet („least concern“) eingestuft.